# 林贺杰
林贺杰（Lin Hejie，1986年—），字以中，筆名林荷杰，中國福建漳浦人，画家。

## 艺术经历
林贺杰是自学成才的画家，他说：“小时候自娱自乐的涂鸦使我淡忘了许多家庭、生活中的不快乐和烦恼，感觉时间过得比较快，也似乎冥冥中画下了我今后的路，是画画让我自信，才感到生活的乐趣并确定人生方向开启了梦想。”，艺术生涯中他先后加入厦门市美术家协会、福建省美术家协会，2006年至今客居厦门，现为职业画家。
他出身寒门，自幼家庭曲折多难，从小就兴趣无拘无束的涂鸦，缘于热爱画画读初中时他有幸得到了美术老师余巧语先生的发现启蒙和鼓励，从此立志于绘画，却因为文考不够录取线而未能如愿就读理想的美术院校，之后由于家庭贫困放弃复读去工厂打工，2003年入伍参军。艺术语言的表达和意境营造往往与艺术家的人生阅历息息相关，林贺杰虽然没有得到正规美术科班培训，但在历经工人、伞兵、陶艺雕刻的同时对绘画艺术的执着追求始终如一。工作之余他坚持自学艺术理论、阅读文学书籍和古今绘画范本，深受八大山人和岭南画派影响并从中吸取营养提高创作能力，同时得到了诸多前辈的指导、帮助、提携；特别在客居厦门期间，长达八年的陶艺描摹雕刻使其后来的绘画创作有根可循，经过他自己不断探索学习和努力实践，逐渐形成个人绘画风格。作品活跃于国内各级艺术群展，曾在中国人民革命军事博物馆、北京上上国际美术馆、香港大会堂高坐展览馆、银川国际会展中心、厦门市博物馆、厦门美术馆、福州画院、威海市群众艺术馆等场馆展出获得好评。

## 艺术风格
林贺杰擅长水墨画、重彩画，旁通陶艺等，其创作形式自由、技法综合，色彩借鉴融合西画和陶艺，构图新颖,意境清新，具有艺术感染力。